# Марктоффінген
Марктоффінген (нім. Marktoffingen) — громада в Німеччині, знаходиться в землі Баварія. Підпорядковується адміністративному округу Швабія. Входить до складу району Донау-Ріс. Складова частина об'єднання громад Валлерштайн.
Площа — 13,60 км2. Населення становить 1303 ос. (станом на 31 грудня 2020).